# Башка (Хрватска)
Башка је насељено место и седиште општине на острву Крку, у Приморско-горанској жупанији, Република Хрватска.

## Историја
Башка се први пут помиње 1375. Првобитно насеље било је окупљено уз франкопански каштел, на надмоској висини од 130 метара. Имало је повољан стратешки положај. У рату са Млечанима 1380, каштел је разорен, а насеље напуштено. Ново насеље развило се уз обалу.
До територијалне реорганизације у Хрватској налазила се у саставу бивше велике општине Крк.

## Становништво
На попису становништва 2011. године, општина Башка је имала 1.674 становника, од чега у самој Башкој 981.

## Попис 1991.
На попису становништва 1991. године, насељено место Башка је имало 816 становника, следећег националног састава:
| Попис 1991.‍  | Попис 1991.‍  | Попис 1991.‍ | Попис 1991.‍ | Попис 1991.‍ |
| ------------ | ------------ | ----------- | ----------- | ----------- |
|              |              |             |             |             |
| Хрвати       | Хрвати       |             | 723         | 88,60%      |
| Срби         | Срби         |             | 23          | 2,81%       |
| Југословени  | Југословени  |             | 18          | 2,20%       |
| Муслимани    | Муслимани    |             | 12          | 1,47%       |
| Словенци     | Словенци     |             | 12          | 1,47%       |
| Албанци      | Албанци      |             | 9           | 1,10%       |
| Македонци    | Македонци    |             | 1           | 0,12%       |
| Словаци      | Словаци      |             | 1           | 0,12%       |
| Украјинци    | Украјинци    |             | 1           | 0,12%       |
| Црногорци    | Црногорци    |             | 1           | 0,12%       |
| остали       | остали       |             | 1           | 0,12%       |
| неопредељени | неопредељени |             | 2           | 0,24%       |
| регион. опр. | регион. опр. |             | 1           | 0,12%       |
| непознато    | непознато    |             | 11          | 1,34%       |
| укупно: 816  |              |             |             |             |